# Karel Hašler

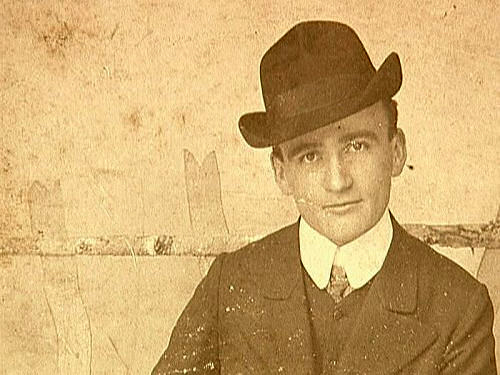
Karel Hašler

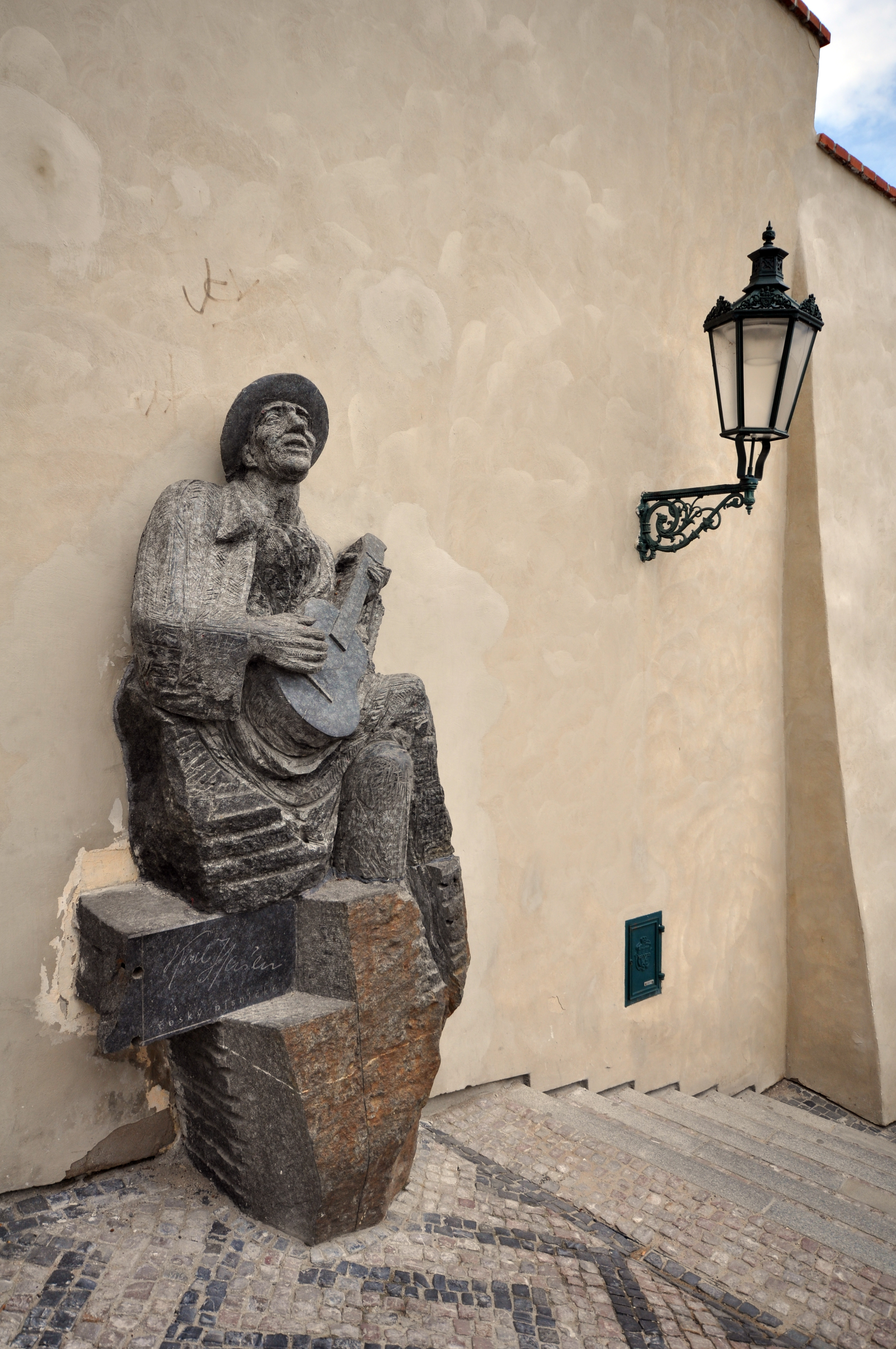
Denkmal auf den Stufen der Alten Schlossstiege zur Prager Burg

Karel Hašler (* 31. Oktober 1879 in Zlíchov (jetzt zu Prag 5), Österreich-Ungarn; † 22. Dezember 1941 im KZ Mauthausen) war ein tschechischer Schauspieler, Sänger, Kabarettist, Autor, Regisseur und Filmproduzent.

## Leben
Er wuchs in Zlíchov bei Prag auf, wo seine Eltern in einer nahgelegenen Glasfabrik arbeiteten. Zunächst machte er eine Ausbildung als Handschuhmacher. Schon früh zeigte er großes Interesse für das Theater und wirkte gelegentlich in Amateur-Ensembles mit. Nach seinem Debüt im Arena Theater 1897 und einem Streit mit seinem Vater verließ er sein Zuhause, um sich ganz der Schauspielerei zu widmen, und spielte in verschiedenen Gastspielensembles. 1902 wurde er Mitglied des slowenischen Theaters in Laibach. Kurz darauf ging er zurück nach Prag und wurde dort Mitglied des Ensembles des Nationaltheaters, wo er unter anderem die Rolle des Romeo und des Chlesatkov spielte. 1908 heiratete er Zdena Friml, die Schwester des Musikers Rudolf Friml, unter dessen Einfluss er nicht nur seine Fähigkeiten als Sänger weiterentwickelte, sondern auch begann, eigene Lieder zu komponieren. Gleichzeitig entwickelte er ein Interesse für das Kabarett. 1910 wurde er Leiter des Kabaretts Lucerna, das er mit einer Unterbrechung bis 1923 führte. Von 1915 bis 1918 leitete er das Theater Rokoko und von 1924 bis 1929 das Varieté Theater Karlín.
Während des Ersten Weltkriegs erschien er in den ersten tschechischen Stummfilmen als Schauspieler, war zudem auch Regisseur und Drehbuchautor. 1914 produzierte er nach eigenem Drehbuch die Filmkomödie České Hrady a zámky (Tschechische Burgen). Danach spielte er in der Komödie Ahasver und in anderen Stummfilmen mit. Zu seinen erfolgreichsten Filmrollen gehörten der Rechtsanwalt und Abgeordnete Uher im Film Batalion (Die Abteilung, 1927) von Przemysl Pražský und eine Rolle in Varhaník u sv. Vita (Organist am St.-Veits-Dom, 1929) von Martin Frič.
In der folgenden Tonfilmära in den 1930er-Jahren konnte er auch seine Fähigkeiten als Sänger zur Geltung bringen. In Písničkář (Liedermacher, 1932) von Svatopluk Innemann sang er patriotische Lieder wie Svoboda (Freiheit) und Ta naše písnička česká (Unser Tschechisches Lied). Zwischen 1932 und 1941 wirkte er in über 13 Filmen mit. In dem während der deutschen Besetzung Tschechiens im Zweiten Weltkrieg von seinem Sohn Zdeněk Gina Hašler produzierten und herausgegebenen Film Za tichých nocí (In den ruhigen Nächten) spielte er sich selbst.
Zu Beginn des Jahres 1941 wurde Hašler wegen seiner patriotischen Lieder erstmals verhaftet und nach drei Tagen wieder entlassen. Die zweite Verhaftung folgte am 2. September 1941, während der Produktion des Films Městečko na dlani nach dem Buch von Jan Drda. Er wurde im Palais Petschek (Staatspolizeileitstelle Prag) und Dresden verhört und gefangen gehalten und Mitte Oktober ohne ein Gerichtsverfahren ins KZ Mauthausen gebracht. Dort wurde er im Dezember durch Übergießen mit eiskaltem Wasser in einer frostkalten Dezembernacht gefoltert. Durch die Folter und eine anschließende Ruhr-Erkrankung starb er am 22. Dezember 1941.
Am 6. Januar 2003 wurde der Asteroid (37939) Hašler nach ihm benannt.